# Bucerdea Vinoasă
Bucerdea Vinoasă (deutsch Botschhard, ungarisch Borosbocsárd) ist ein rumänisches Dorf im Kreis Alba in Siebenbürgen. Es ist Teil der Gemeinde Ighiu.
Der Ort ist auch unter der ungarischen Bezeichnungen Bocsárd bekannt.

## Lage

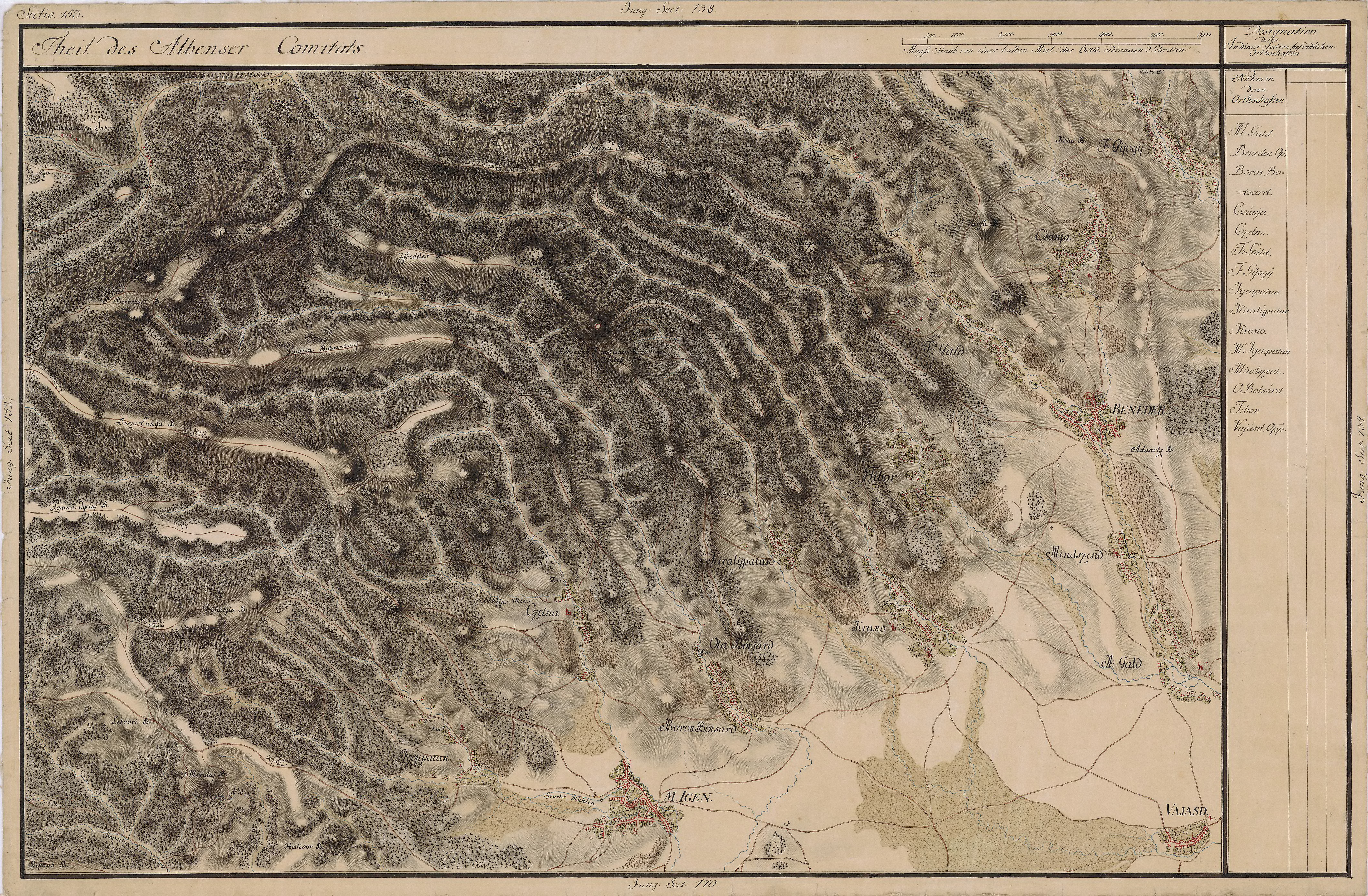
Bucerdea Vinoasă, in der Josephinischen Landaufnahme von 1769–1773.

Bucerdea Vinoasă liegt im Tal des Bucerdea-Baches am südöstlichen Rand des Trascău-Gebirges im Westen Siebenbürgens. Das Gemeindezentrum Ighiu befindet sich zwei Kilometer südlich; die Kreishauptstadt Alba Iulia (Karlsburg) ist etwa 15 Kilometer südlich von Bucerdea Vinoasă entfernt.

## Geschichte
Auf dem Gebiet des Dorfes befand sich eine Siedlung der mittelbronzezeitlichen Wietenberg-Kultur aus der Zeit zwischen 2200 und 1500 v. u. Z.
Der Ort selbst wurde im Jahr 1238 unter dem Namen Buchard erstmals urkundlich erwähnt. Über mehrere Jahrhunderte war er geteilt in das von Ungarn bewohnte Unterdorf (Bucerdea Vinoasă Ungurească/Magyarborosbocsárd) und das von Rumänen dominierte Oberdorf (Bucerdea Vinoasă Românească/Oláhborosbocsárd). Bereits bei der Volkszählung 1850  lebten auch im „ungarischen“ Teil des Ortes überwiegend Rumänen. Anfang des 20. Jahrhunderts wurden beide Ortsteile auch verwaltungstechnisch vereinigt. Noch heute sind ungarische Familiennamen bei den Bewohnern keine Seltenheit. Die Bewohner lebten und leben vorrangig von der Landwirtschaft und vom Weinbau.

## Bevölkerung
Im Jahr 1941 wurde die höchste Einwohnerzahl (1529, ausschließlich Rumänen) erreicht. Die höchste Einwohnerzahl der Ungarn (17) wurde 1890 im Unterdorf Bucerdea Vinoasă Ungurească/Magyarborosbocsárd, die der Roma (8) 1992 erreicht. Bei der Erhebung von 1880 wurden im rumänisch dominierenden Oberdorf und 1890 im Unterdorf, je zwei Deutsche registriert. Wie andere Ortschaften der Region ist auch Bucerdea Vinoasă von einer Bevölkerungsabwanderung betroffen. Die 957 Einwohner des Dorfes bezeichneten sich im Jahr 2002 durchweg als Rumänen.

## Verkehr
Bucerdea Vinoasă ist recht verkehrsgünstig gelegen; das untere Ortsende berührt die Straße von Șard nach Galda de Jos. Vom Ort verkehren mehrfach täglich Busse in die Kreishauptstadt Alba Iulia (Stand 2008). Der nächste Bahnhof Șard Ighiu liegt etwa 5 km entfernt an der Strecke Alba Iulia–Zlatna.

## Sehenswürdigkeiten
Im Ort gibt es an der Orthodoxen Kirche ein Museum, in dem Gegenstände des dörflichen Lebens ausgestellt werden.
Bucerdea Vinoasă ist ein geeigneter Ausgangspunkt für Wanderungen ins Trascău-Gebirge, insbesondere auf den Berg Piatra Craivii.